# Stuiben (Wetterstein)
Der Stuiben ist ein nord-süd-orientierter Bergrücken im Wettersteingebirge in Bayern. Er fällt nach Westen felsig und steil ins Gassental ab (Stuibenwand), während die Ostflanke
weniger steile Wiesen- und Latschenhänge aufweist, die im Sommer als Almweide dienen. Im Süden schließt der Stuiben mit zwei
Gipfeln ab: die markante Stuibenspitze (1908 m) und der eher unscheinbare, aber mit 1924 m etwas höhere Stuibenkopf. Nach Süden grenzt der Stuiben
am Mauerschartenkopf (1919 m) an den west-ost-orientierten Blassengrat. Am Nordfuß des Stuiben befindet sich die Stuibenhütte.
Die Gipfel des Stuiben können von Norden her leicht, allerdings zumeist weglos über Wiesenhänge bestiegen werden; im Sommer als Wanderung, im Winter als Skitour. Über den Stuibenkopf
hinweg gelangt man über den Schützensteig hinunter ins Reintal.

## Galerie

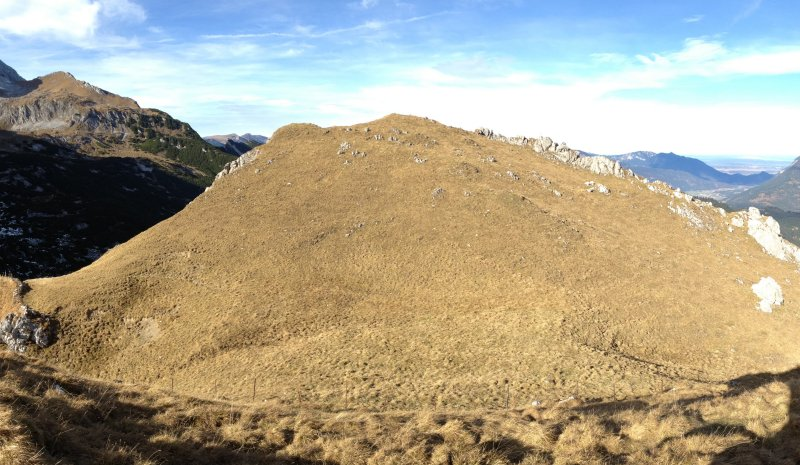
Stuibenkopf vom Mauerschartenkopf aus gesehen. Hinten links der Bernadeinkopf.
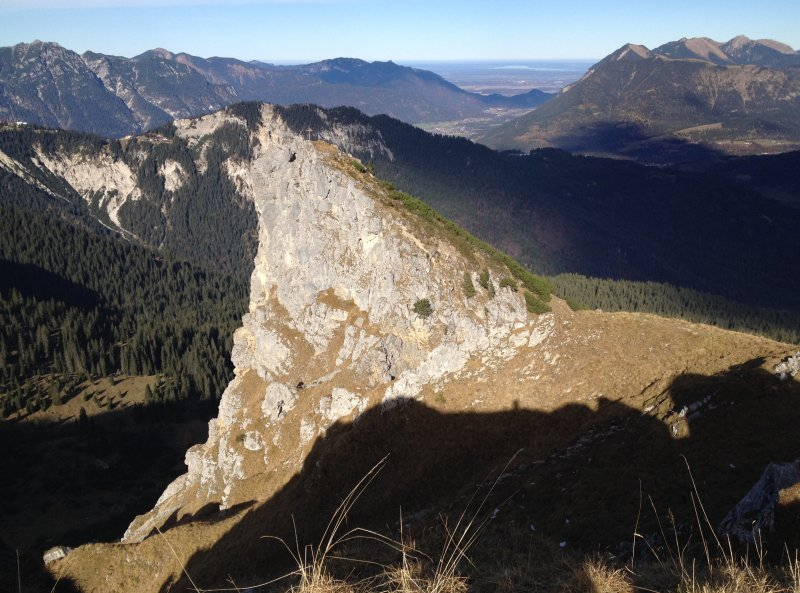
Stuibenspitze vom Stuibenkopf aus gesehen. Im Hintergrund v. l. n. r. Ammergebirge, Loisachtal, Starnberger See und Estergebirge.
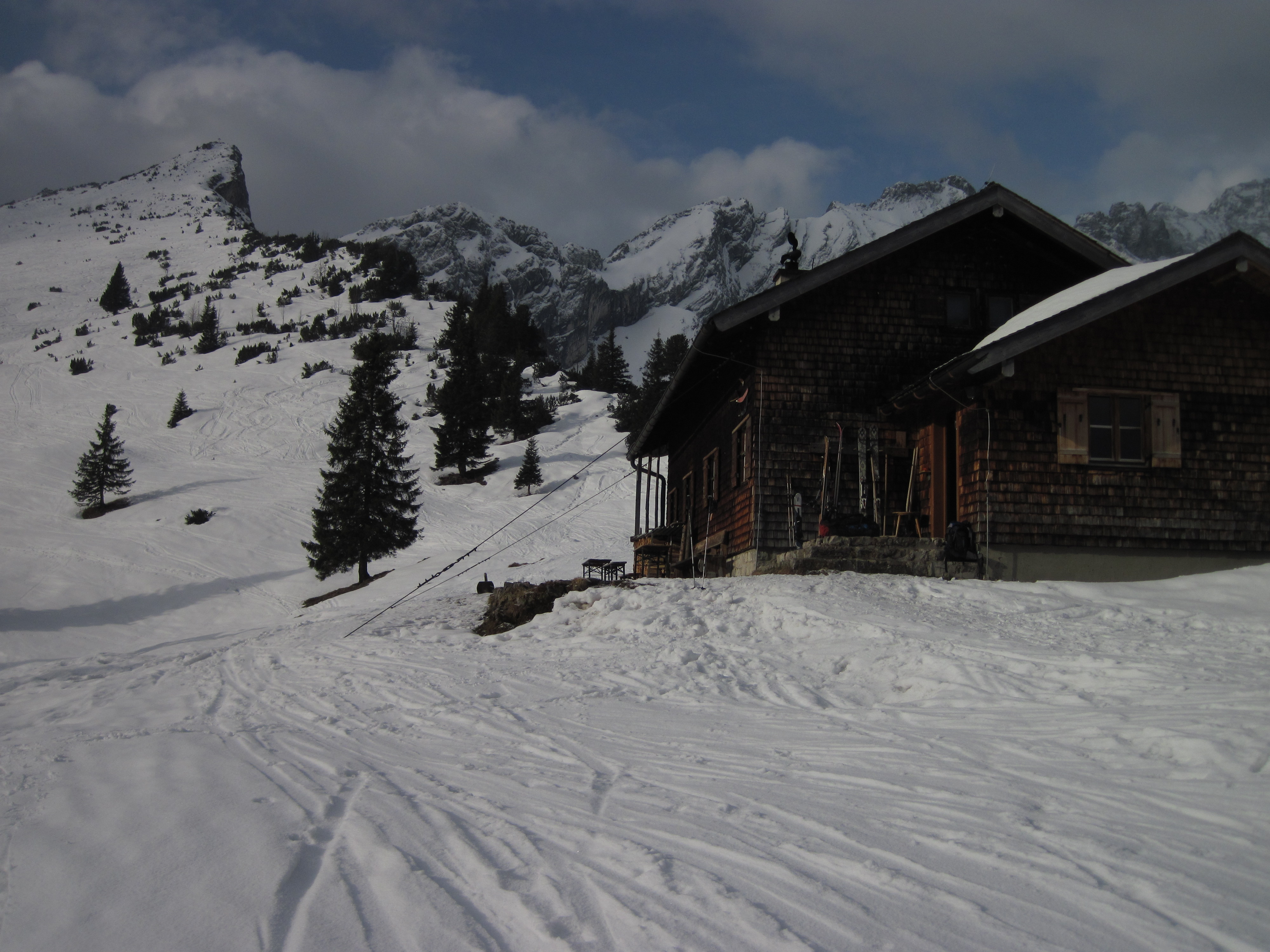
Blick von der Stuibenhütte zur Stuibenspitze (links).